# Enn Tarto
Enn Tarto (Tartu, 25 de septiembre de 1938-Tähkvere, 18 de julio  de 2021) fue un político estonio, activista de derechos humanos y destacado disidente comunista en la época soviética. Fue encarcelado y exiliado a los campos de Gulag durante un total de catorce años por "actividad antisoviética". Fue de gran importancia para el movimiento nacional que llevó a la independencia de Estonia de la Unión Soviética.

## Biografía

### Educación
Estudió en la escuela secundaria de Kõrveküla (1946-1953), la 3ª escuela secundaria de Tartu (1953-1956) y la escuela nocturna Mordovia Sosnovka. Sus estudios en la Universidad de Tartu en el campo de la filología estonia (1969-1971) se interrumpieron, no llegando a completarse por razones políticas. 
Enn Tarto, que participó en el movimiento de resistencia, fue un prisionero del régimen de ocupación soviético en diversos periodos: 1956-1960, 1962-1967 y 1983-1988. Pasó más de catorce años en su vida prisionero en campos de trabajos forzados.

### Actividad políticaversusActividades de resistencia
El 12 de marzo de 1956, Enn Tarto y otros chicos de la 3ª Escuela Secundaria de Tartu fundaron la organización clandestina Eesti Noorte Malev en Toomemäe. La noche anterior al 4 de noviembre de 1956, distribuyeron cientos de folletos en Tartu, apoyando el levantamiento húngaro y exigiendo la libertad de Estonia. Decenas de folletos tenían una bandera o escudo azul y blanco dibujados a mano en la esquina.
El atrevimiento de Tarto llegó, a través de las emisiones de las radios occidentales, a oídos de un grupo de estudiantes de la Universidad Estatal de Moscú, que se animaron a seguir sus pasos. Fueron expulsados del centro docente y enviados a un campo de trabajo.
Mientras tanto, en Estonia, tanto Tarto como el resto de los participantes en la distribución de los folletos, fueron detenidos a finales de 1956. El 13 de marzo de 1957, el Tribunal Supremo de la República Socialista Soviética de Estonia condenó a ocho adolescentes sobre la base de los artículos § 58-10 y § 58-11 del Código Penal de la Federación de Rusia NFSV. Enn Tarto fue condenado a cinco años de prisión. Junto con él, también fueron condenados Jaan Isotamm, Voldemar Kohv, Jüri Rebane, Lembit Soosaar, Jüri Lõhmus, Tõnis Raudsepp y Enn Kaupo Laanearu.
En el campo de prisioneros de Mordovia, Enn Tarto, junto con Taivo Uibo, Erik Udam y otros prisioneros políticos, formaron la organización de resistencia Unión Nacionalista de Estonia y participaron en sus actividades incluso después de su liberación en 1960.
En 1962, miembros de la organización fueron detenidos. El 1 de diciembre de 1962, el Tribunal Supremo de la República Socialista Soviética de Estonia lo condenó sobre la base de los artículos 68 (2) y 70 del Código Penal de la República Socialista Soviética de Estonia, a prisión en una colonia con un régimen estricto. Erik Udam, Taivo Uibo, Jarmo Kiik, Valdo Reinart y Priit Silla también fueron condenados en el mismo juicio junto con él. Enn Tarto fue liberado de este encarcelamiento en 1967, y en 1969 pudo reincorporarse a las aulas universitarias.
Entre 1968 y 1983, Enn Tarto participó en actividades de resistencia junto con muchos disidentes y círculos de mentalidad nacional y democrática en Estonia, así como en Rusia, Lituania y otros territorios cercanos. Durante los años sesenta, la KGB, al frente de la cual estaba Yuri Andrópov,  intensificó el acoso sobre él, tratando de agotarle psicologicamente.
En 1979, Enn Tarto, junto con 45 ciudadanos estonios, letones y lituanos, firmaron el manifiesto del Baltico, exigiendo la divulgación y anulación del Pacto Molotov-Ribbentrop y sus protocolos secretos, y el restablecimiento de la independencia de los Estados bálticos.
Enn Tarto protestó contra la invasión soviética de Afganistán, dio la bienvenida a Lech Walesa por telegrama, pidió a los finlandeses que no ayudaran a construir el puerto de Muuga, pidió el establecimiento de una zona libre de armas nucleares, que también incluiría a Estonia.
Enn Tarto fue nuevamente detenido el 13 de septiembre de 1983 y el 19 de abril de 1984. La Corte Suprema de la ESSR lo condenó de conformidad con el artículo 68 (2) del Código Penal de la ESSR a diez años de prisión en un campo de trabajo especial y a una posterior deportación de cinco años.
En 1988, Enn Tarto exigió la liberación del: Partido de la Independencia Nacional de Estonia (ERSP), la Asociación de Protección del Patrimonio de Tartu (Tartu Muinsuskaitse Ühendus), la Sociedad del Patrimonio de Estonia (Eesti Muinsuskaitse Selts), de los intregrantes de piquetes, que se habían situado frente al edificio de la Corte Suprema de la ESSR y muchos otros. Tarto fue puesto en libertad y regresó a Estonia de manera definitiva el 17 de octubre de ese año.
Desde entonces participó activamente en la reconstrucción nacional de una Estonia democrática e independiente, a través de las instituciones. Fue miembro del parlamento estonio, representando a tres partidos distintos entre 1992 y 2003.
Para Tarto la iglesia era la base de la espiritualidad del pueblo estonio. Su objetivo fue conseguir la libertad de Estonia, a través de una lucha perseverante.

## Distinciones
Como figura pública y política, Enn Tarto está incluida en la lista de las 100 personas más destacadas de Estonia en el siglo XX.